# منوئه

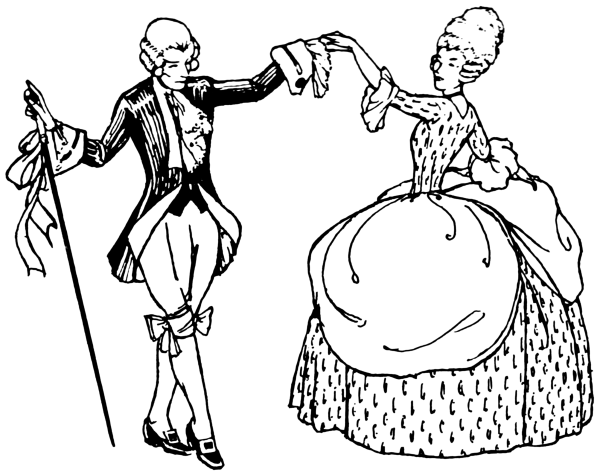
مینوئت

مینوئت یا منوئه;(به فرانسوی: Menuet) یک نوع رقص عامیانه فرانسوی، با وزن سه‌ ضربی آرام است که پس از سال ۱۶۵۰ میلادی توسط لودویک چهاردهم مهم‌ترین رقص درباری تبدیل شد. در قرن هجدهم این رقص در آلمان نیز متداول شد و یکی از بخش‌های مجموعه رقص‌ها (سوئیت‌ها) در آثار باخ و هندل شد.